# Violetta Kolobova
Violetta Vitalevna Kolobova (rusă Виолетта Витальевна Колобова , n. 27 iulie 1991, Dzerjinsk, RSFS Rusă, URSS) este o scrimeră rusă specializată pe spadă, dublă campioană mondială în 2013 și în 2014, iar campioană europeană în 2012, tot pe echipe.

## Carieră
S-a apucat de scrimă la vârsta de zece ani cu antrenoarea Elena Futina. În sezonul 2009-2010 a urcat pentru prima dată pe podium la o etapă de Cupa Mondială cu o medalie de bronz la Grand Prix-ul de la Budapesta. Prin urmare, s-a alăturat lotului național rus la Campionatul European de la Leipzig. În anul următor a obținut prima sa medalie continentală, câștigând medalia de argint pe echipe la Campionatul European de la Sheffield după ce Rusia a fost învinsă de România în finală.
A participat la ambele probe la Jocurile Olimpice din 2012 de la Londra. La individual a fost învinsă în turul întâi de germana Monika Sozanska. Pe echipe Rusia a pierdut cu China în semifinală, apoi cu Statele Unite în „finala mică”, și s-a clasat pe locul 4. În sezonul următor a cucerit medalia de aur pe echipe la Campionatul Mondial din 2013 de la Budapesta, Rusia învingând succesiv Italia în sferturile de finală, România în semifinală și China în finală.
În sezonul 2013-2014 a câștigat etapa de Cupa Mondială de la Leipzig, apoi a cucerit o medalie de bronz la cea de la Rio de Janeiro. La Campionatul European de la Strasbourg a fost învinsă în tabloul de 16 de franțuzoaica Joséphine Jacques-André-Coquin. La proba pe echipe Rusia a trecut strâns de Polonia, apoi a dominat Estonia, dar a pierdut cu România în finală scorul fiind 38-34. La Campionatul Mondial de la Kazan, Kolobova a fost eliminată din nou în tabloul de 16, de data asta, de italianca Rossella Fiamingo, care a câștigat medalia de aur în cele din urmă. La proba pe echipe a câștigat la o tușă cu Coreea de Sud în sferturile de finală, apoi a dominat Ungaria și Estonia, cucerind al doilea titlu mondial consecutiv. Kolobova a încheiat sezonul pe locul 8.
În sezonul 2013-2014 a câștigat o medalie de bronz la etapa de Cupa Mondială de la Barcelona și medalia de argint la cea di Johannesburg. La Campionatul European de la Montreux a cucerit prima sa medalie continentală la individual, aurul, după ce le-a învins succesiv pe liderul mondial Emese Szász, apoi campioana mondială  în exercițiu, Rossella Fiamingo.

## Palmares
Clasamentul la Cupa Mondială
| An  | 2006 | 2007 | 2008 | 2009 | 2010 | 2011 | 2012 | 2013 | 2014 | 2015 |
| --- | ---- | ---- | ---- | ---- | ---- | ---- | ---- | ---- | ---- | ---- |
| Loc | 177  | 258  | _    | 87   | 28   | 42   | 37   | 18   | 8    | 6    |

## Legături externe
- Profil la Federația Rusă de Scrimă
- Profil Arhivat în 15 august 2016, la Wayback Machine. la Confederația Europeană de Scrimă
- en Violetta Kolobova la Olympedia.org